# Leben einmal anders
Der Film Leben einmal anders (russisch Шик Schik, internationaler Titel Shik, Alternativtitel The Suit) ist ein Drama des tadschikischen Regisseurs Bachtijor Chudoinasarow aus dem Jahr 2003. Er entstand in Zusammenarbeit von Russland, Ukraine, Deutschland und Frankreich. Das Drehbuch wurde von Oleg Antonow geschrieben und ist eine freie Anpassung von Ray Bradburys Kurzgeschichte The Wonderful Ice Cream Suit (1958).

## Handlung
Drei Jugendliche, die in einer kleinen Küstenstadt am Schwarzen Meer leben, verbringen ihre Zeit planlos. Eines Tages entdecken sie einen schwarzen Nadelstreifenanzug von Gucci im Fenster eines Modegeschäftes in der Großstadt, in die sie nur mit der Fähre gelangen. Sie setzen nun alles daran, diesen Anzug zu bekommen, um damit als erfolgreiche und selbstbewusste Erwachsene aufzutreten. Nach einigen Misserfolgen gelingt es ihnen, den Anzug zu erwerben. Sie einigen sich, ihn abwechselnd zu tragen.
Shtyr benutzt den Anzug, um seine Erscheinung aufzuwerten. Mit dem teuren Anzug spaziert er ungestört in den Champagner-Empfang eines Luxus-Kreuzfahrtschiffs. Als seine Mutter verzweifelt Hilfe benötigt, versucht er in dem Anzug, Kontakt mit seinem Vater aufzunehmen, der die Familie vor langer Zeit verlassen hat und als ein erfolgreicher Schneider in der Stadt arbeitet.
Geka trägt den Anzug in der Hoffnung, den Respekt seiner attraktiven Stiefmutter Asya zu bekommen, die anscheinend seinen Vater betrügt, indem sie sich mit anderen Männern trifft. Einerseits verabscheut er Asya für ihre mehr oder weniger offensichtliche Leichtigkeit, auf der anderen Seite scheint er von ihr angezogen zu werden.
Dumbo legt den Anzug an, um Dina zu beeindrucken, eine schöne jüdische Fischhändlerin, in die er sich einseitig verliebt hat; Dina ist sichtlich durch Dumbos Auftreten erheitert, sie benutzt ihn aber in erster Linie dazu, einen aufdringlichen Verehrer namens Artur abzuschütteln.
Die Erfahrungen aller drei Jugendlichen mit dem Anzug enden in der Tragödie.

## Drehorte
Gedreht wurde Leben einmal anders auf der Krim in den Städten Sewastopol, Jalta und Umgebung. Die erste Szene wurde in den Kalksteinbrüchen der Höhlenfestung Inkerman aufgenommen.

## Veröffentlichung
Die Uraufführung von Leben einmal anders fand am 9. Februar 2003 auf der Berlinale Talents statt. In Russland hatte der Film am 23. Juli 2003 auf dem Internationalen Filmfestival Moskau Premiere. Im deutschen Fernsehen wurde Leben einmal anders erstmals am 5. Januar 2006 im Ersten Programm der ARD ausgestrahlt.

## Kritiken
„Ein höchst ansprechender Film, der in seiner Grundstruktur an frühe Werke von Federico Fellini erinnert.“